# Peters NSW Open Tournament of Champions 1993
Das Peters NSW Open Tournament of Champions 1993 waren ein Tennisturnier der WTA Tour 1993 für Damen sowie ein Tennisturnier der ATP Tour 1993 für Herren, welche zeitgleich vom 11. bis zum 17. Januar 1993 in Sydney stattfanden.